# SQL Anywhere
SAP SQL Anywhereは旧Sybase社（日本ではアイエニウェア・ソリューションズ株式会社）の中核的な製品であり、組み込みから中小規模の用途向けの関係データベース管理システム (RDBMS) 製品であり、現在はヨーロッパ最大級のソフトウェア企業SAP社のRDBMS製品ラインナップの1つである。
かつては Watcom SQL、Sybase SQL Anywhere、Sybase Adaptive Server Anywhere、Sybase SQL Anywhere Studioという製品名でもリリースされていた。

## 機能
SAP SQL Anywhereの動作するプラットフォームは幅が広く、 Windows、Windows CE、Mac OS X、Linux、AIX、HP-UX、Solaris、Arm用Linux（Raspberry PI)等様々なUNIXプラットフォームで動作する。データベースは最低2つのファイルで構成され、このファイルはプラットフォーム間で相互互換性を持ち、あるデータベースを違うプラットフォームのSAP SQL Anywhereで使用する際はファイルをコピーで使用することが出来る。 ODBC、JDBC、ADO.NET、ODataなど一般的な接続インターフェイスの他にPHPやPerlにも接続用のライブラリが提供されている。
データベースエンジンはストアドプロシジャやトリガ、参照整合性、行レベルのロック、データレプリケーション機能、高可用性機能、データ連携機能、インメモリ機能、イベント機能（時間やデータベースの状況変化で予め設定したアクションを実行）等、中小規模向けで有りながらエンタープライズ向けデータベースの持つ機能を一通り含む。プロシジャ等の開発に用いるSQL書式としては独自のSQL Anywhere SQL（Watcom SQL）書式とSybase ASE互換のTransact SQL書式を利用する事ができる。
格納されるデータとクライアントサーバ間の通信は暗号化することが出来る。
組み込みや中小規模での使用をターゲットに開発された為、稼働中にスループットを最大にするように自身のパラメータを自動調整する自動チューニング機能がある。先に上げたデータベースファイルの互換性以外に、データベースシステムの配布を行う際もインストーラーを使用せず必要な実行ファイルとライブラリをそのまま配布先にコピーするだけで配布出来るなどの機能がある。
他社を含めた大規模なRDBMSシステムとSQL Anywhereデータベース間で変更差分ベースのデータレプリケーションを提供するデータ同期テクノロジ（MobiLink）も含まれる。

## 用途
SAP SQL Anywhereは、組み込みデータベースとして、特にアプリケーションのデータストアとしてさまざまな場面で使用されている。たとえば、中小規模向け業務パッケージ、ネットワーク管理製品、バックアップ製品、そしてハンディターミナル、POSレジといった機器内部で使用されている。最小限の管理で使用できることがこの製品の際立った特徴であり、先に挙げた機器内部やモバイルでの用途から中小企業のデータベースサーバーとして使用することが出来る。付属のデータ同期テクノロジを使用して、データをエッジ側で一時保管する用途にも使用される。

## 含まれる製品
SAP SQL Anywhereには複数の製品が含まれており、これらは別々に購入する事もできる。
SQL Anywhere:上記を参照
Ultralite: UltraliteはSQL Anywhereからデータベースサーバー機能を削除し、フットプリントを削減。個人利用に特化したサブセット版であり、ライブラリの形で提供される。アプリケーションをビルドする際に一緒にビルドすることでアプリケーションと共にデータベース機能を使用することが出来る。これはサーバープロセスを起動する事ができないスマートフォン（iOS/Android)やスペックが低いマシンで用いられる。なお、この製品は日本では「Ultra Light」という製品名で提供されている。
Mobilink: MobilinkはSAP HANAやSAP ASE、SQL Anywhereならびに他社RDBMSとSQL Anywhere/Ultralite間のデータを同期させるミドルウェア製品である。 セッションベースのデータ同期であり、リアルタイムに常時データを同じにさせることを目的としたソリューションではない。本社と多数の支社間、あるいは店舗サーバーと多数のPOSレジ間のデータ集配信プラットフォームとして用いられている。この製品も日本では「Mobile Link」という製品名で提供されている。
SQL Remote: SQL RemoteはMobilink同様他のRDBMSとSQL AnywhereならびにUltralite間のデータを同期させるミドルウェア製品である。 この製品ではデータの送受信にメッセージもしくはファイルを用いている。この製品は現在も製品サポートは行われているが、上記Mobilinkが後継製品という扱いになっている。

## 歴史
- 初版はWatcomよりWatcom SQLとしてリリースされた。
- Version 3: 1992年
- 1993年にPowersoft社によりWatcom社は買収され、Watcom SQLは同社の開発ツールPowerBuilderにもバンドルされるようになる。
- Version 4: 1994年 - ストアドプロシジャ, データベーストリガが追加される
- 1995年、PowerSoft社、Sybaseにより買収、Watcom SQLはSQL Anywhereへ製品名を変更。
- Version 5: 1995年 - SQL Remote 、GUI管理ツールが追加される
- Version 6: 1998年 - Adaptive Server Anywhere (ASA)へ製品名が変更。 複数プロセッササポート,Javaオブジェクトのサポート。
- Version 6.0.2: 1999年 - MobiLink, Parm OSとWindows CE向けにUltraLiteが追加される。
- Version 7: 2000年 - 動的キャッシュ管理、タスクスケジューリング、イベントハンドリング、新規管理ツール追加
- Version 8: 2001年 - オプティマイザの改良、データ暗号化と通信の暗号化
- Version 9: 2003年 - インデックスコンサルタント、組み込みHTTPサーバ機能の追加
- Version 10: 2006年 - SQL Anywhereへ再度名称変更。高可用性機能、内部並列処理、マテリアライズド・ビューの追加
- Version 11: 2008年 - フルテキスト検索機能、 BlackBerryが動作プラットフォームに追加
- Version 12: 2010年 - 地理データ機能の追加
- Version 16: 2013年 - セキュリティ周りのアーキテクチャを一新（権限系がSybase製品で統一される）
- Version 17: 2015年 - SAPから初のリリース。製品名称はSAP SQL Anywhereとなる。